# Germán Gárgano

Nacimiento: 13 de Febrero 1953, Argentina, Buenos Aires - Nacionalidad: Argentino

Germán Gárgano es un pintor argentino.          
Nace en 1953, en Buenos Aires, Argentina.  Cursando sus estudios de medicina es detenido por razones políticas en 1975, situación que se prolonga hasta fines de 1982.
Durante esos años y en la medida en que las condiciones lo permitían continúa estudiando textos de medicina, fundamentalmente de neurología, psicoanálisis y literatura. A partir de mediados de 1981 entra en contacto con la pintura, y entabla una fructífera correspondencia con el pintor Carlos Gorriarena. Sin conocerse mutuamente, por medio de ella y en un intercambio complejo para eludir las prohibiciones propias del régimen carcelario comienza sus estudios que luego continúa al salir en libertad.
Expone desde 1984. Loreto Arenas, de intensa actividad con pintores de los '80, se ocupa con especial dedicación de su obra, y luego organiza con Margarita Crawford su primera exposición individual en la Galería Arenas-Crawford (1989).    
En 1986 obtiene el 1er. Premio de Pintura de la Ciudad Autónoma de Bs. As; en 1995 y en 1997 el Primer Premio del Salón Nacional del Mar (Mar del Plata).   
En 2002 recibe el 3er. Premio Nacional de Pintura, y en 2014 el 1er.Premio Nacional de Pintura.  
Entre 1991 y 2004 expone en el exterior en la CDS Gallery de Nueva York, EE. UU., dirigida por Clara Diament Sujo..   
En 1991 recibe la prestigiosa Beca de la Fundación Pollock-Krassner (N. York, EE. UU.). En el 2011 dos de sus obras ingresan a la colección del Flint Institute of Arts (Míchigan, EE. UU.).
En noviembre de 1991 el Museo Nacional de Bellas Artes, adquiere para su colección, su obra "El Réquiem" (acrílico s/tela, 1,80  m x 2 m). En 1993 se instala un amplio Mural Cerámico (120 cm × 500 cm) "Santuario", en la estación Pueyrredón de Subterráneo (línea "B") de Bs. As. En 2013 realiza otro importante mural (en conjunto con V. Quiroga, Fernández Espinosa y L. Abraham), "Homenaje a Chacho Peñaloza" (200 cm x 800 cm), para la ciudad de La Rioja..
Se han publicado textos sobre su obra y exposiciones en distintos medios nacionales. La revista Art in American pública un artículo de Ed Shaw sobre su obra (EE, UU., mayo de 1994) y The Associated Press realiza una extensa nota ("Images of power, oppression and war, from the artist´s life", Herald Journal, N. York, EE. UU., mayo de 1993).
En Argentina realiza importantes muestras individuales en Espacio Modos (2018), Pabellón de las artes de la Univ. Católica (U.C.A., 2014), en Galería Palatina (“Inestabilidad yTemblor”, 2008), C.C.Recoleta (“Figuras y Fantasmas”, Sala “J”, 2004), Casa de Gobierno de la Rep. Argentina (2005), Galería Sylvia Vesco (2001), Museo de Arte Moderno (1996), "Arte x Artistas" (Museo de Arte Moderno, 1990), entre otras.
Ha publicado un libro sobre su obra "Antología de Obra" (Ed. Fund. Vittal, 2017); un ensayo "Dimensiones de la presencia. La Pintura y el Discurso de la muerte del arte" (Ed. Letra Viva, 2017), y otros textos sobre arte, filosofía y psicoanálisis.